# Petit pain

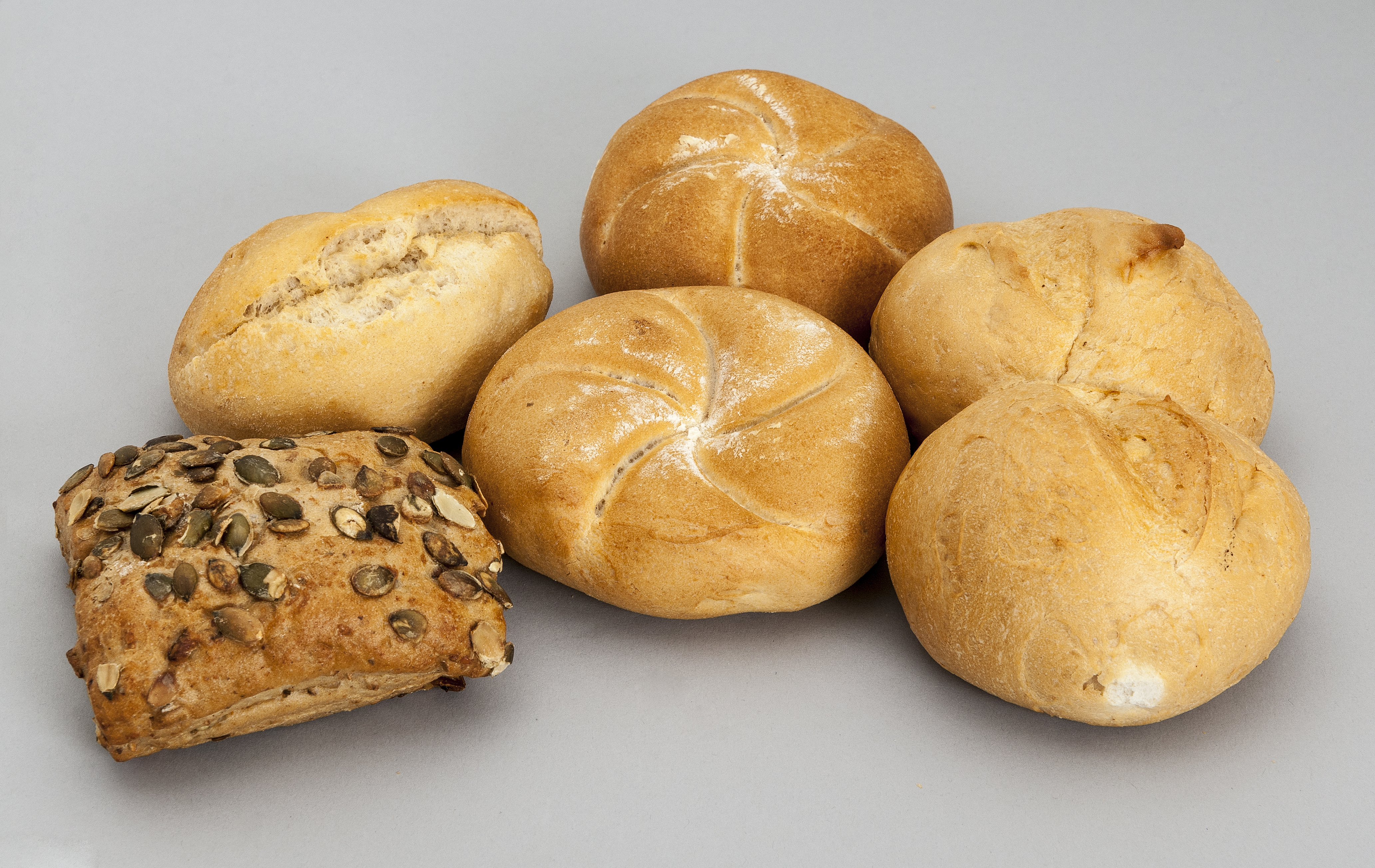
Un assortiment de petits pains.

Un petit pain est un pain de petite taille ou, dans certaines régions, un pain au chocolat.

## Définition

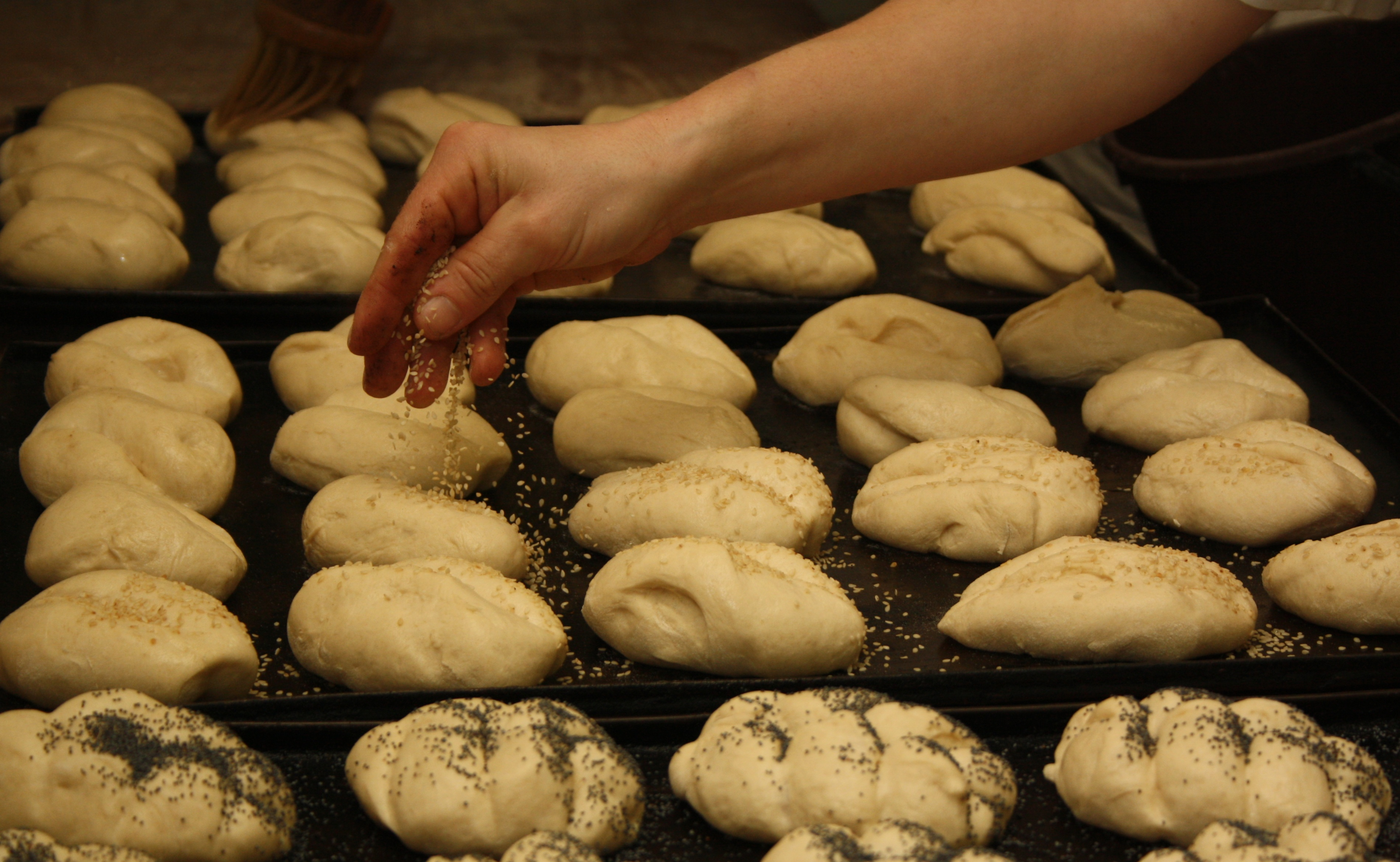
Des houskas tchèques.

Des chipas argentines.

Un petit pain est un pain de petite taille de forme diverse : ronde, carrée ou oblongue, et au goût sucré ou salé. Le terme peut désigner un pain ordinaire de petit format servi comme complément de repas, notamment pour saucer l'assiette, ou différentes recettes accommodant la pâte à pain : aux céréales, aux olives, aux grains de sésame, au lard, etc. Le petit pain au lait peut être utilisé comme nourriture de sevrage.
Les petits pains chinois ont souvent une forme de cône et de rond, voire de rose.
Au Maroc, Algérie, Tunisie[réf. souhaitée] et dans les régions françaises du Nord-Est limitrophes des frontières,, un « petit pain » est un pain au chocolat.

## Histoire
Au début du XVIIIe siècle, un boulanger de Paris a l'idée de mettre de la levure de bière dans sa pâte à pain pour créer ses petits pains, aussi appelé « pain mollet » ; ces pains furent tellement apprécié par la reine Marie de Médicis qu'ils ont été renommés « pain à la reine ».
En France, durant l'Ancien régime, le petit pain désigne le pain de luxe et est taxé contrairement au gros pain. Les boulangeries de petits pains sont les seuls à pouvoir vendre ce type de pain, contrairement aux boulangeries de gros pains.

## Le petit pain dans les arts
- La Danse des petits pains est une scène célèbre du film américain La Ruée vers l'or de Charlie Chaplin,  sorti en 1925.
- Le Petit Pain au chocolat est une chanson de Joe Dassin sur la première face de son album de 1969 Joe Dassin (Les Champs-Élysées).